# Lugny (Aisne)
Lugny ist eine französische Gemeinde mit 118 Einwohnern (Stand 1. Januar 2022) im Département Aisne in der Region Hauts-de-France (vor 2016 Picardie). Sie gehört zum Arrondissement Vervins, zum Kanton Marle und zum Gemeindeverband Thiérache du Centre.

## Lage
Die Gemeinde Lugny liegt am Vilpion in der Landschaft Thiérache, zehn Kilometer südwestlich von Vervins. Nachbargemeinden von Lugny sind Saint-Gobert im Norden, Houry im Osten, Rogny im Süden, Thiernu im Südwesten sowie Voharies im Westen und Nordwesten.

## Bevölkerungsentwicklung
| Jahr                       | 1962 | 1968 | 1975 | 1982 | 1990 | 1999 | 2007 | 2015 | 2022 |
| Einwohner                  | 210  | 197  | 168  | 159  | 153  | 145  | 132  | 104  | 118  |
| Quellen: Cassini und INSEE |      |      |      |      |      |      |      |      |      |

## Sehenswürdigkeiten
- Wehrkirche Saint-Quentin

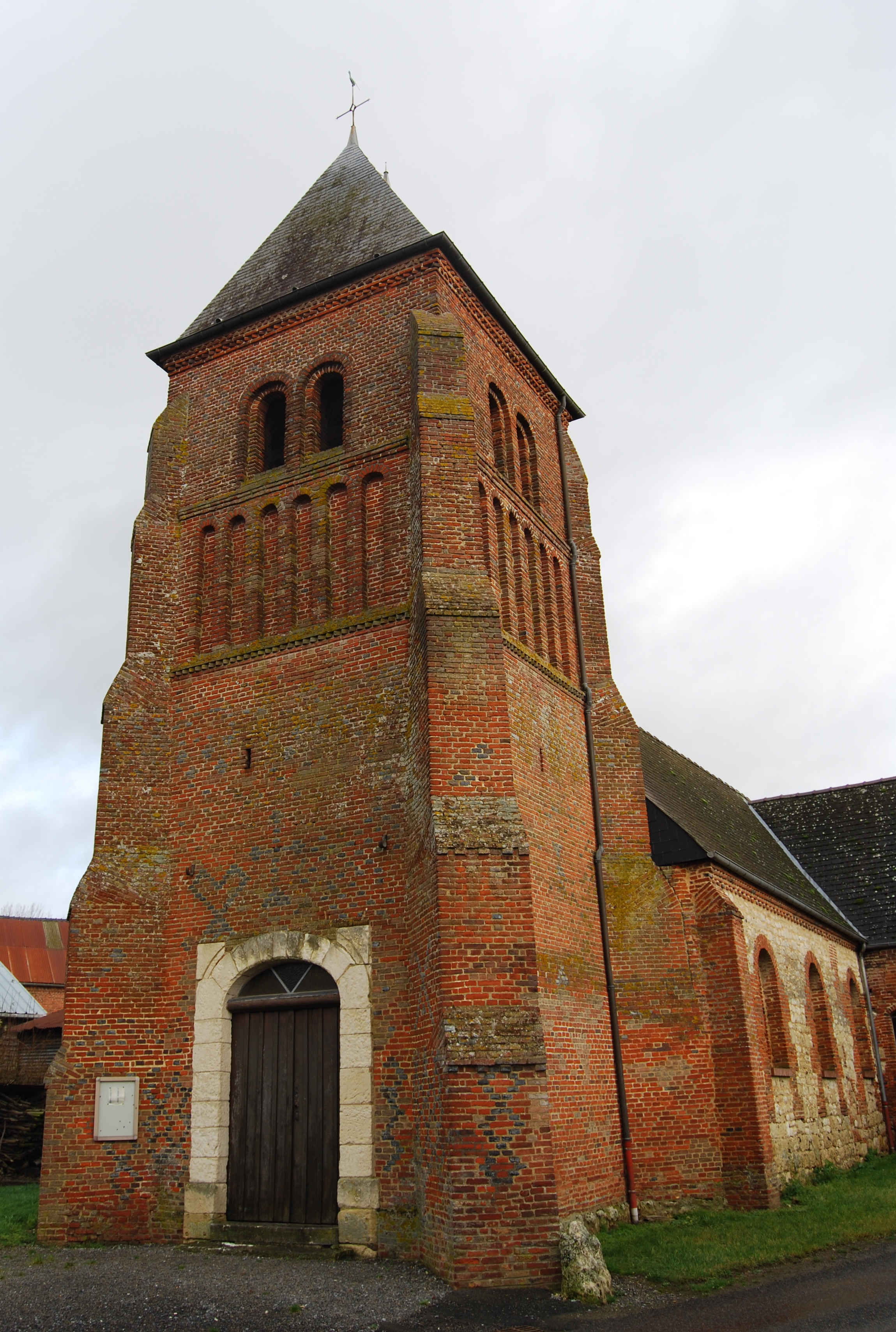
Kirche Saint-Quentin
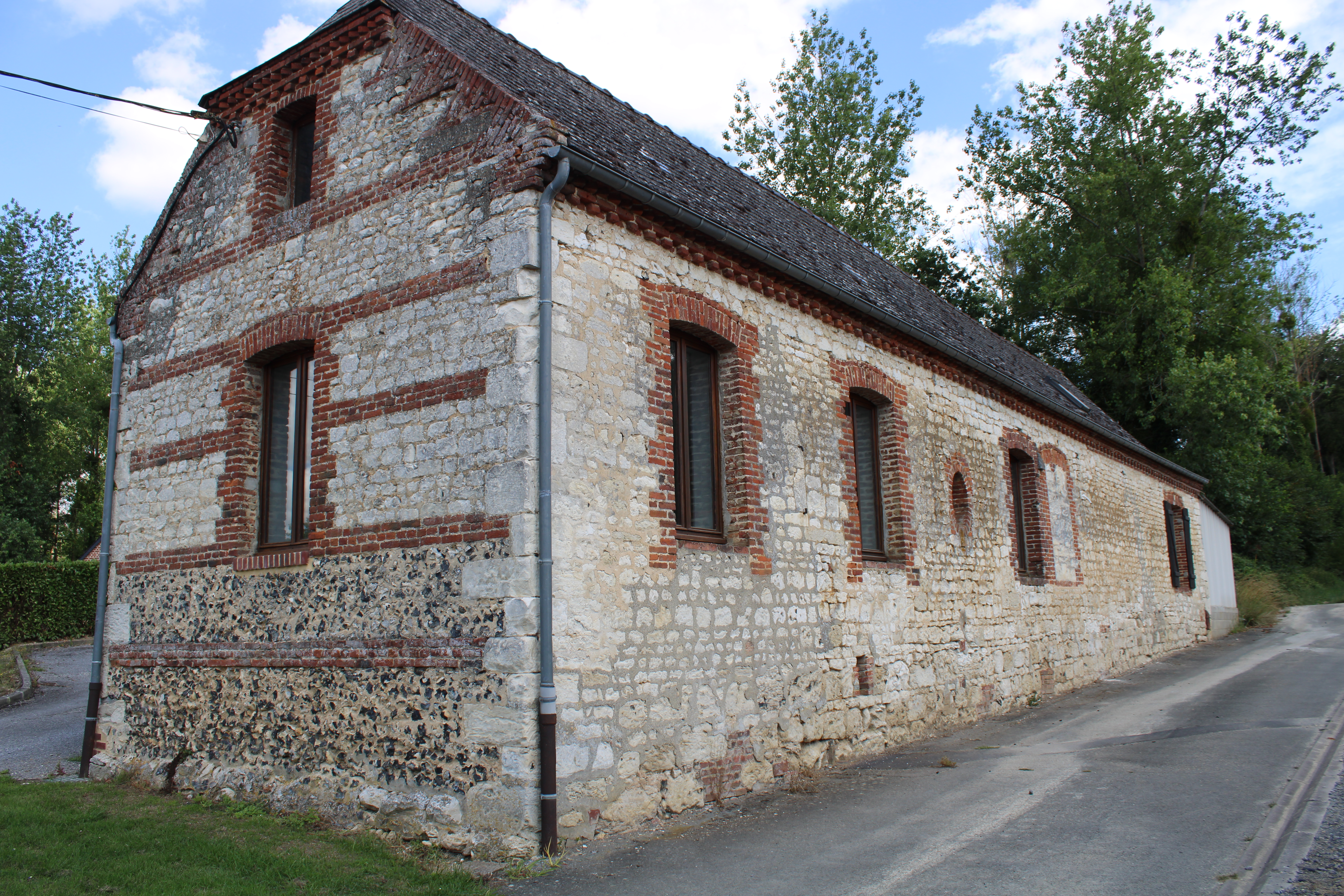
Gemeindefesthalle
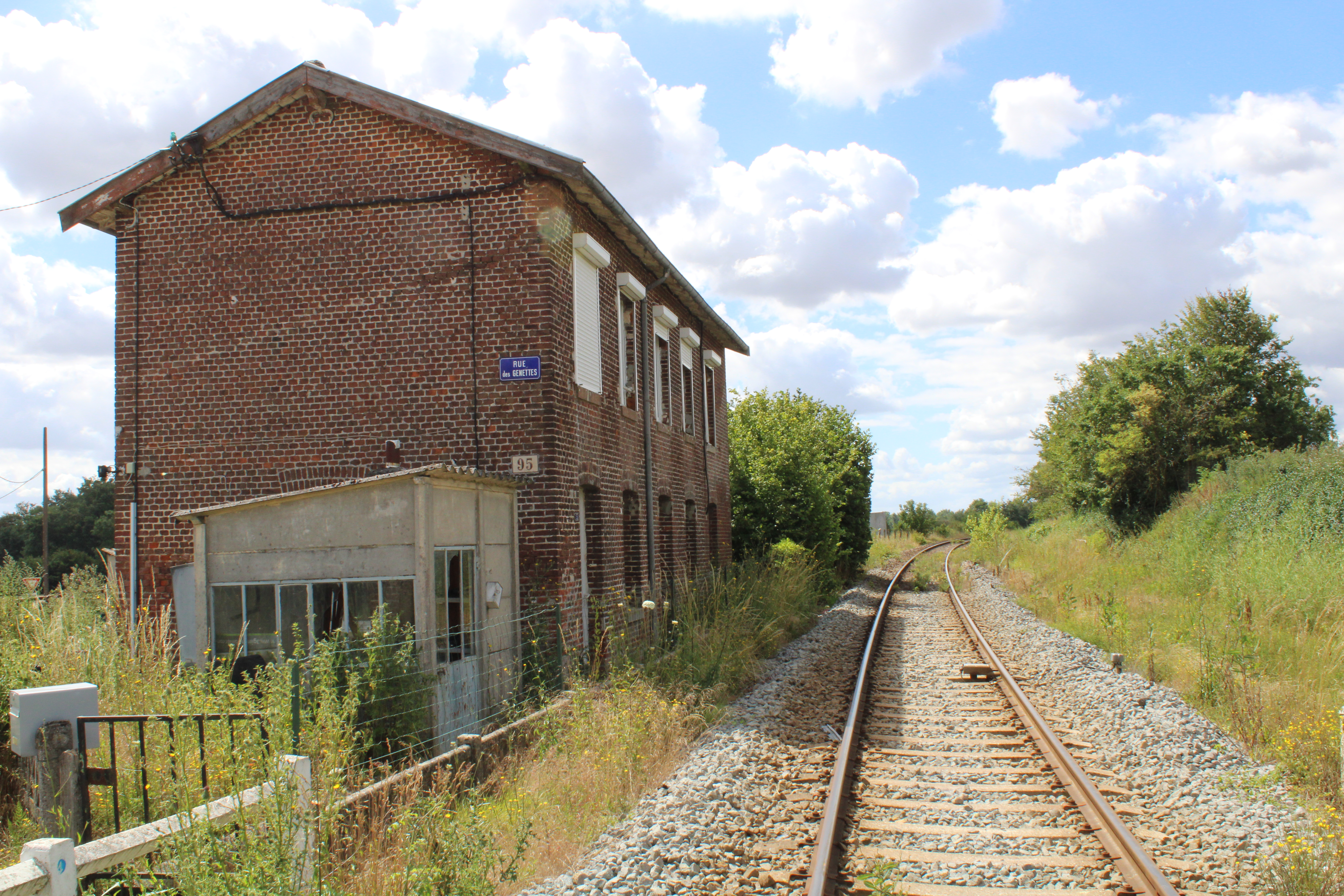
Ehemaliger Bahnhof

## Persönlichkeiten
- Louis Dollé (1892–1968), Autorennfahrer